# چنگ شیائو
چنگ شیائو (به چینی: 程潇؛ به کره‌ای: 성소؛ زادهٔ ۱۵ ژوئیه ۱۹۹۸) خواننده، رقصنده و بازیگر اهل چین است که در حال حاضر از سال ۲۰۱۸ در چین فعال است. او قبلاً یکی از اعضای گروه دخترانهٔ کره‌ای-چینی کازمیک گرلز بود.

## اوایل زندگی
چنگ شیائو زادهٔ شنژن، گوانگ‌دونگ، چین است. او یک خواهر کوچکتر به نام چنگ چن (程晨) دارد. چنگ شیائو در مدرسهٔ هنر شنژن تحصیل کرده‌است و در سال ۲۰۱۶، از دپارتمان رقص عملی در مدرسهٔ هنرهای نمایشی سئول فارغ‌التحصیل شد.